# Degeneració macular congènita
La degeneració macular congènita (DMC), distròfia vitel·liforme macular de Best, degeneració vitel·lina de Best o, senzillament, malaltia de Best, és un trastorn hereditari ocular autosòmic dominant que provoca una pèrdua progressiva de la vista i que té diversos estadis evolutius apreciables efectuant un examen del fons de l'ull i/o una tomografia de coherència òptica.
Amb algunes excepcions en que la DMC està present només en un ull, aquest és un trastorn típicament bilateral que apareix durant la infància. En tractar-se d'una degeneració macular, afecta a les cèl·lules d'una petita zona propera al centre de la retina anomenada màcula. La màcula és responsable de la visió central nítida, necessària per a tasques detallades com llegir, conduir i reconèixer les cares. Rep el seu nom per l'oftalmòleg alemany Friedrich Best (1871-1965), qui va escriure l'any 1905 el cas d'una gran família amb diferents graus d'aquesta patologia ocular.
La malaltia es caracteritza per l'acumulació anòmala d'unes estructures rodones grogues o ataronjades, formades per lipofuscina, lleugerament elevades, semblants a un rovell d'un ou, (en llatí vitellus) en l'epiteli pigmentari de la retina i de l'espai subretinià. La seva causa són mutacions en el gen BEST1, situat al cromosoma 11q13 i codificador de la proteïna bestrofina-1, la qual té entre les seves funcions actuar com un canal iònic del Ca2+ intracel·lular. El flux anormal d'aquest ió és el responsable de l'excés de pigment a l'ull.
El pronòstic d'aquesta rara distròfia oftalmològica és molt divers. Hi ha alguns individus que mai presenten símptomes. Per regla general, durant els primers estadis de la condició les manifestacions són lleus i una part dels malalts evoluciona mantenint un grau de visió suficient com per seguir llegint tota la vida, almenys amb un ull. El deteriorament de la vista acostuma a ser molt lent i en la majoria de casos no és de gran importància fins després dels quaranta anys.
La DMC no té, ara per ara, un tractament específic. L'ús d'ulleres pot millorar l'agudesa visual de les persones afectades. La fotocoagulació retinal amb làser, la teràpia fotodinàmica i l'administració intravitreal de antiangiogènics com el ranibizumab han demostrat certa eficàcia contra algunes complicacions de la malaltia, sobretot disminuint la neovascularització de la coroide (creixement de vasos sanguinis anormals per sota de la màcula i la retina).